# Rising Stars Challenge

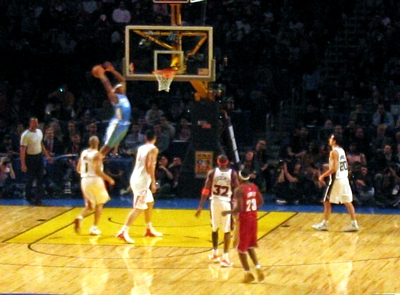
Carmelo Anthony wykonujący alley-oopa podczas Rookie Challenge 2004.

Rising Stars Challenge – mecz rozgrywany w czasie NBA All-Star Weekend, pomiędzy zespołami Chucka (Charlesa Barkleya) i Shaqa (Shaquille O’Neala). Formuła ta została wprowadzona w 2012 roku, podczas weekendu gwiazd w Orlando. Do tego czasu w meczu brały udział drużny debiutantów i drugoroczniaków, a jeszcze wcześniej pomiędzy młodymi graczami ze Wschodu i Zachodu (Rookie Challenge). W obecnej formule zawodnicy wybierani są na zasadzie draftu przez Charlesa Barkleya i Shaquille O’Neala.

## Wyniki
| Rok  | Zwycięzca      | Przegrany      | Wynik            | MVP                                                              |
| ---- | -------------- | -------------- | ---------------- | ---------------------------------------------------------------- |
| 1994 | Fenomeni       | Sensacje       | 74-68            | Penny Hardaway (Orlando Magic)                                   |
| 1995 | Biali          | Zieloni        | 83-79 (dogrywka) | Eddie Jones (Los Angeles Lakers)                                 |
| 1996 | Wschód         | Zachód         | 94-93            | Damon Stoudamire (Toronto Raptors)                               |
| 1997 | Wschód         | Zachód         | 96-91            | Allen Iverson (Philadelphia 76ers)                               |
| 1998 | Wschód         | Zachód         | 85-80            | Žydrūnas Ilgauskas (Cleveland Cavaliers)                         |
| 2000 | Debiutanci     | Drugoroczniacy | 92-83 (dogrywka) | Elton Brand (Chicago Bulls)                                      |
| 2001 | Drugoroczniacy | Debiutanci     | 121-113          | Wally Szczerbiak (Minnesota Timberwolves)                        |
| 2002 | Debiutanci     | Drugoroczniacy | 103-97           | Jason Richardson (Golden State Warriors)                         |
| 2003 | Drugoroczniacy | Debiutanci     | 132-112          | Gilbert Arenas (Golden State Warriors)                           |
| 2004 | Drugoroczniacy | Debiutanci     | 142-118          | Amar’e Stoudemire (Phoenix Suns)                                 |
| 2005 | Drugoroczniacy | Debiutanci     | 133-106          | Carmelo Anthony (Denver Nuggets)                                 |
| 2006 | Drugoroczniacy | Debiutanci     | 106-96           | Andre Iguodala (Philadelphia 76ers)                              |
| 2007 | Drugoroczniacy | Debiutanci     | 155-114          | David Lee (New York Knicks)                                      |
| 2008 | Drugoroczniacy | Debiutanci     | 136-109          | Daniel Gibson (Cleveland Cavaliers)                              |
| 2009 | Drugoroczniacy | Debiutanci     | 122-116          | Kevin Durant (Oklahoma City Thunder)                             |
| 2010 | Debiutanci     | Drugoroczniacy | 140-128          | Tyreke Evans (Sacramento Kings) DeJuan Blair (San Antonio Spurs) |
| 2011 | Debiutanci     | Drugoroczniacy | 148-140          | John Wall (Washington Wizards)                                   |
| 2012 | Zespół Chucka  | Zespół Shaqa   | 146-133          | Kyrie Irving (Cleveland Cavaliers)                               |
| 2013 | Zespół Chucka  | Zespół Shaqa   | 163-135          | Kenneth Faried (Denver Nuggets)                                  |
| 2014 | Zespół Hilla   | Zespół Webbera | 142-136          | Andre Drummond (Detroit Pistons)                                 |
| 2015 | Reszta świata  | USA            | 121-112          | Andrew Wiggins (Minnesota Timberwolves)                          |
| 2016 | USA            | Reszta świata  | 157-154          | Zach LaVine (Minnesota Timberwolves)                             |
| 2017 | Reszta świata  | USA            | 150-141          | Jamal Murray (Denver Nuggets)                                    |
| 2018 | Reszta świata  | USA            | 155-124          | Bogdan Bogdanović (Sacramento Kings)                             |
| 2019 | USA            | Reszta świata  | 161-144          | Kyle Kuzma (Los Angeles Lakers)                                  |
| 2020 | USA            | Reszta świata  | 151-131          | Miles Bridges (Charlotte Hornets)                                |

## Rekordy spotkania
Stan na luty 2017
| Punkty - Kevin Durant, 42 (2009) - Kenneth Faried, 40 (2013) - Russell Westbrook, 40 (2010) - Tim Hardaway Jr., 36 (2014) - Amar’e Stoudemire, 36 (2004) - Jamal Murray, 36 (2017) - Kyrie Irving, 34 (2012) | Zbiórki - Andre Drummond, 25 (2014) - DeJuan Blair, 23 (2010) - Elton Brand, 21 (2000) - DeMarcus Cousins, 14 (2011) - Chris Bosh, 14 (2005) - Marcus Fizer, 14 (2002) - Quentin Richardson, 14 (2001) | Asysty - John Wall, 22 (2011) - Chris Paul, 17 (2007) - Jordan Farmar, 12 (2008) - Jamal Murray, 11 (2017) - Chris Paul, 11 (2006) - Jamaal Tinsley, 11 (2003) - Mike Miller, 11 (2002) - Steve Francis, 11 (2000) - Damon Stoudamire, 11 (1996) - Khalid Reeves, 11 (1995) - Emmanuel Mudiay, 10 (2016) - Ricky Rubio, 10 (2013) - Isaiah Thomas, 10 (2013) - Kemba Walker, 10 (2012) - O.J. Mayo, 10 (2010) - Ronald Murray, 10 (2004) - Jamaal Tinsley, 10 (2002) | Przechwyty - Chris Paul, 9 (2007) - Eddie Jones, 6 (1995) - Jason Richardson, 5 (2003) - Kenyon Martin, 5 (2002) |

| Bloki - Steven Adams, 4 (2014) - Brook Lopez, 3 (2009) - Dwight Howard, 3 (2005) | 3 punkty - Daniel Gibson, 11 (2008) - Jamal Murray, 9 (2017) - Frank Kaminsky, 9 (2017) - Kyrie Irving, 8 (2012) - Tim Hardaway Jr., 7 (2014) | Skuteczność rzutów z gry - David Lee, 100% (14–14) (2007) |

## Spotkania rok po roku

### 2020
| Poz.                                     | Nar.     | Zawodnik                 | Zespół                 | Status        |
| ---------------------------------------- | -------- | ------------------------ | ---------------------- | ------------- |
| G                                        | Kanada   | Nickeil Alexander-Walker | New Orleans Pelicans   | Debiutant     |
| C                                        | Bahamy   | Deandre Ayton            | Phoenix Suns           | Drugoroczniak |
| G/F                                      | Kanada   | R.J. Barrett             | New York Knicks        | Debiutant     |
| F                                        | Kanada   | Brandon Clarke           | Memphis Grizzlies      | Debiutant     |
| G/F                                      | Słowenia | Luka Dončić              | Dallas Mavericks       | Drugoroczniak |
| G                                        | Kanada   | Shai Gilgeous-Alexander  | Oklahoma City Thunder  | Drugoroczniak |
| F                                        | Japonia  | Rui Hachimura            | Washington Wizards     | Debiutant     |
| G                                        | Nigeria  | Josh Okogie              | Minnesota Timberwolves | Drugoroczniak |
| G/F                                      | Ukraina  | Swiatosław Mychajluk     | Detroit Pistons        | Drugoroczniak |
| C                                        | Niemcy   | Moritz Wagner            | Washington Wizards     | Drugoroczniak |
| F                                        | Włochy   | Nicolò Melli             | New Orleans Pelicans   | Debiutant     |
| Trener: Adrian Griffin (Toronto Raptors) |          |                          |                        |               |

| Poz.                                    | Zawodnik           | Zespół                | Status        |
| --------------------------------------- | ------------------ | --------------------- | ------------- |
| F                                       | Miles Bridges      | Charlotte Hornets     | Drugoroczniak |
| G                                       | Devonte’ Graham    | Charlotte Hornets     | Drugoroczniak |
| C                                       | Wendell Carter Jr. | Chicago Bulls         | Drugoroczniak |
| G                                       | Tyler Herro        | Miami Heat            | Debiutant     |
| G                                       | Ja Morant          | Memphis Grizzlies     | Debiutant     |
| F                                       | Jaren Jackson Jr.  | Memphis Grizzlies     | Drugoroczniak |
| F                                       | Zion Williamson    | New Orleans Pelicans  | Debiutant     |
| G                                       | Kendrick Nunn      | Miami Heat            | Debiutant     |
| F                                       | Eric Paschall      | Golden State Warriors | Debiutant     |
| F                                       | P.J. Washington    | Charlotte Hornets     | Debiutant     |
| G                                       | Trae Young         | Atlanta Hawks         | Drugoroczniak |
| G                                       | Collin Sexton      | Cleveland Cavaliers   | Drugoroczniak |
| Trener: Phil Handy (Los Angeles Lakers) |                    |                       |               |

1. ↑  Deandre Ayton był niezdolny do gry ze względu na uraz lewej kostki[9].
2. ↑  Nicolò Melli zastąpił Deandre Aytona[9].
3. ↑  Wendell Carter Jr. nie wystąpił z powodu kontuzji prawej kostki[8].
4. ↑  Tyler Herro nie wystąpił z powodu urazu prawej kostki[10].
5. ↑  Zion Williamson zastąpił Wendella Cartera Jr.[8]
6. ↑  Collin Sexton zastąpił Tylera Herro[10]

| 14 lutego 20209:00 p.m. | Zespół Reszty świata                                           | 131:151(81:71, 50:80) | Zespół USA                                                  | United Center, Chicago, Illinois Sędzia: #54 Ray Acosta, #64 Justin Van Duyne, #62 JB DeRosa |
| 14 lutego 20209:00 p.m. | Pkt:R.J. Barrett 27 Zb:Brandon Clarke 8 As:trzech zawodników 5 | 131:151(81:71, 50:80) | Pkt:Eric Paschall 23 Zb:Jaren Jackson Jr. 7 As:Trae Young 7 | United Center, Chicago, Illinois Sędzia: #54 Ray Acosta, #64 Justin Van Duyne, #62 JB DeRosa |

### 2019
| Poz.                                               | Nar.            | Zawodnik                | Zespół                 | Status        |
| -------------------------------------------------- | --------------- | ----------------------- | ---------------------- | ------------- |
| F                                                  | Wielka Brytania | OG Anunoby              | Toronto Raptors        | Drugoroczniak |
| C                                                  | Bahamy          | Deandre Ayton           | Phoenix Suns           | Debiutant     |
| G                                                  | Serbia          | Bogdan Bogdanović       | Sacramento Kings       | Drugoroczniak |
| G/F                                                | Słowenia        | Luka Dončić             | Dallas Mavericks       | Debiutant     |
| G                                                  | Kanada          | Shai Gilgeous-Alexander | Los Angeles Clippers   | Debiutant     |
| F                                                  | Łotwa           | Rodions Kurucs          | Brooklyn Nets          | Debiutant     |
| F                                                  | Finlandia       | Lauri Markkanen         | Chicago Bulls          | Drugoroczniak |
| G                                                  | Nigeria         | Josh Okogie             | Minnesota Timberwolves | Debiutant     |
| G/F                                                | Turcja          | Cedi Osman              | Cleveland Cavaliers    | Drugoroczniak |
| G/F                                                | Australia       | Ben Simmons             | Philadelphia 76ers     | Drugoroczniak |
| Trener: Wes Unseld Jr. (Denver Nuggets)            |                 |                         |                        |               |
| Asystent trenera: Dirk Nowitzki (Dallas Mavericks) |                 |                         |                        |               |

| Poz.                                            | Zawodnik         | Zespół             | Status        |
| ----------------------------------------------- | ---------------- | ------------------ | ------------- |
| C                                               | Jarrett Allen    | Brooklyn Nets      | Drugoroczniak |
| F                                               | Marvin Bagley    | Sacramento Kings   | Debiutant     |
| G                                               | Lonzo Ball       | Los Angeles Lakers | Drugoroczniak |
| F                                               | John Collins     | Atlanta Hawks      | Drugoroczniak |
| G                                               | De’Aaron Fox     | Sacramento Kings   | Drugoroczniak |
| F/C                                             | Jaren Jackson    | Memphis Grizzlies  | Debiutant     |
| F                                               | Kevin Knox       | New York Knicks    | Debiutant     |
| F                                               | Kyle Kuzma       | Los Angeles Lakers | Drugoroczniak |
| G                                               | Donovan Mitchell | Utah Jazz          | Drugoroczniak |
| F                                               | Jayson Tatum     | Boston Celtics     | Drugoroczniak |
| G                                               | Trae Young       | Atlanta Hawks      | Debiutant     |
| Trener: Darvin Ham (Milwaukee Bucks)            |                  |                    |               |
| Asystent trenera: Kyrie Irving (Boston Celtics) |                  |                    |               |

1. ↑  Lonzo Ball nie wystąpił w spotkaniu z powodu kontuzji lewej kostki[13].
2. ↑  Kevin Knox zastąpił Lonzo Balla[14].

| 15 lutego 20199:00 p.m. | Zespół Reszty świata                                   | 144:161(71:83, 73:78) | Zespół USA                                             | Spectrum Center, Charlotte, Karolina Północna Sędzia: #27 Mitchell Ervin, #50 Gediminas Petraitis, #51 Aaron Smith |
| 15 lutego 20199:00 p.m. | Pkt:Ben Simmons 28 Zb:Deandre Ayton 8 As:Luka Dončić 9 | 144:161(71:83, 73:78) | Pkt:Kyle Kuzma 35 Zb:Jayson Tatum 9 As:De’Aaron Fox 16 | Spectrum Center, Charlotte, Karolina Północna Sędzia: #27 Mitchell Ervin, #50 Gediminas Petraitis, #51 Aaron Smith |

### 2018
| Poz.                                   | Nar.      | Zawodnik          | Zespół             | Status        |
| -------------------------------------- | --------- | ----------------- | ------------------ | ------------- |
| G                                      | Serbia    | Bogdan Bogdanović | Sacramento Kings   | Debiutant     |
| G/F                                    | Kanada    | Dillon Brooks     | Memphis Grizzlies  | Debiutant     |
| C                                      | Kamerun   | Joel Embiid       | Philadelphia 76ers | Drugoroczniak |
| G                                      | Bahamy    | Buddy Hield       | Sacramento Kings   | Drugoroczniak |
| F                                      | Finlandia | Lauri Markkanen   | Chicago Bulls      | Debiutant     |
| G                                      | Kanada    | Jamal Murray      | Denver Nuggets     | Drugoroczniak |
| G                                      | Francja   | Frank Ntilikina   | New York Knicks    | Debiutant     |
| F/C                                    | Litwa     | Domantas Sabonis  | Indiana Pacers     | Drugoroczniak |
| F                                      | Chorwacja | Dario Šarić       | Philadelphia 76ers | Drugoroczniak |
| G/F                                    | Australia | Ben Simmons       | Philadelphia 76ers | Debiutant     |
| Trener: Rex Kalamian (Toronto Raptors) |           |                   |                    |               |

| Poz.                                 | Zawodnik         | Zespół             | Status        |
| ------------------------------------ | ---------------- | ------------------ | ------------- |
| G                                    | Lonzo Ball       | Los Angeles Lakers | Debiutant     |
| G                                    | Malcolm Brogdon  | Milwaukee Bucks    | Drugoroczniak |
| G/F                                  | Jaylen Brown     | Boston Celtics     | Drugoroczniak |
| F/C                                  | John Collins     | Atlanta Hawks      | Debiutant     |
| G                                    | Kris Dunn        | Chicago Bulls      | Drugoroczniak |
| G/F                                  | Brandon Ingram   | Los Angeles Lakers | Drugoroczniak |
| F                                    | Kyle Kuzma       | Los Angeles Lakers | Debiutant     |
| G                                    | Donovan Mitchell | Utah Jazz          | Debiutant     |
| G                                    | Dennis Smith Jr  | Dallas Mavericks   | Debiutant     |
| F                                    | Jayson Tatum     | Boston Celtics     | Debiutant     |
| F                                    | Taurean Prince   | Atlanta Hawks      | Drugoroczniak |
| G                                    | De’Aaron Fox     | Sacramento Kings   | Debiutant     |
| Trener: Roy Rogers (Houston Rockets) |                  |                    |               |

1. ↑  Lonzo Ball był niezdolny do udziału w spotkaniu z powodu kontuzji kolana[17].
2. ↑  Malcolm Brogdon był niezdolny do udziału w spotkaniu z powodu kontuzji nogi[18].
3. ↑  Taurean Prince zastąpił Malcolma Brogdona[19].
4. ↑  De’Aaron Fox zastąpił Lonzo Balla[20].

| 16 lutego 20189:00 p.m. | Zespół Reszty świata                                        | 155:124(78:59, 77:65) | Zespół USA                                                   | Staples Center, Los Angeles Widzów: 19 060 Sędzia: #21 Dedric Taylor, #7 Lauren Holtkamp, #39 Tyler Ford |
| 16 lutego 20189:00 p.m. | Pkt:Buddy Hield 29 Zb:Domantas Sabonis 11 As:Ben Simmons 13 | 155:124(78:59, 77:65) | Pkt:Jaylen Brown 35 Zb:Jaylen Brown 10 As:Donovan Mitchell 7 | Staples Center, Los Angeles Widzów: 19 060 Sędzia: #21 Dedric Taylor, #7 Lauren Holtkamp, #39 Tyler Ford |

### 2017
| Poz.                                       | Nar.                          | Zawodnik           | Zespół                | Status        |
| ------------------------------------------ | ----------------------------- | ------------------ | --------------------- | ------------- |
| C                                          | Kamerun                       | Joel Embiid        | Philadelphia 76ers    | Debiutant     |
| G                                          | Australia                     | Danté Exum         | Utah Jazz             | Drugoroczniak |
| G                                          | Bahamy                        | Buddy Hield        | New Orleans Pelicans  | Debiutant     |
| C/F                                        | Serbia                        | Nikola Jokić       | Denver Nuggets        | Drugoroczniak |
| F                                          | Kanada                        | Trey Lyles         | Utah Jazz             | Drugoroczniak |
| G                                          | Demokratyczna Republika Konga | Emmanuel Mudiay    | Denver Nuggets        | Drugoroczniak |
| G                                          | Kanada                        | Jamal Murray       | Denver Nuggets        | Debiutant     |
| F/C                                        | Łotwa                         | Kristaps Porziņģis | New York Knicks       | Drugoroczniak |
| F                                          | Litwa                         | Domantas Sabonis   | Oklahoma City Thunder | Debiutant     |
| F                                          | Chorwacja                     | Dario Šarić        | Philadelphia 76ers    | Debiutant     |
| G                                          | Hiszpania                     | Álex Abrines       | Oklahoma City Thunder | Debiutant     |
| C                                          | Hiszpania                     | Willy Hernangómez  | New York Knicks       | Debiutant     |
| Trener: Mike Brown (Golden State Warriors) |                               |                    |                       |               |

| Poz.                                   | Zawodnik           | Zespół                 | Status        |
| -------------------------------------- | ------------------ | ---------------------- | ------------- |
| G                                      | Devin Booker       | Phoenix Suns           | Drugoroczniak |
| G                                      | Malcolm Brogdon    | Milwaukee Bucks        | Debiutant     |
| F                                      | Marquese Chriss    | Phoenix Suns           | Debiutant     |
| F                                      | Brandon Ingram     | Los Angeles Lakers     | Debiutant     |
| C                                      | Frank Kaminsky     | Charlotte Hornets      | Drugoroczniak |
| C                                      | Jahlil Okafor      | Philadelphia 76ers     | Drugoroczniak |
| G                                      | D’Angelo Russell   | Los Angeles Lakers     | Drugoroczniak |
| G                                      | Jonathon Simmons   | San Antonio Spurs      | Drugoroczniak |
| C                                      | Karl-Anthony Towns | Minnesota Timberwolves | Drugoroczniak |
| C/F                                    | Myles Turner       | Indiana Pacers         | Drugoroczniak |
| Trener: Jay Larrañaga (Boston Celtics) |                    |                        |               |

1. ↑  Embiid nie mógł wystąpić z powodu kontuzji kolana[23].
2. ↑  Mudiay nie mógł wystąpić z powodu kontuzji pleców[24].
3. ↑  Abrines zastąpił Embiida[23].
4. ↑  Hernangómez zastąpił Mudiaya[24].

| 17 lutego 20179:00 p.m. | Zespół Reszty świata                                      | 150:141(77:66, 73:75) | Zespół USA                                                       | Smoothie King Center, Nowy Orlean, Luizjana |
| 17 lutego 20179:00 p.m. | Pkt:Jamal Murray 36 Zb:Nikola Jokić 11 As:Jamal Murray 11 | 150:141(77:66, 73:75) | Pkt:Frank Kaminsky 33 Zb:Karl-Anthony Towns 11 As:Devin Booker 6 | Smoothie King Center, Nowy Orlean, Luizjana |

### 2016
Pierwsze w historii NBA spotkanie All-Star rozegrane poza USA.
| Poz.                                     | Zawodnik           | Zespół                 | Status        |
| ---------------------------------------- | ------------------ | ---------------------- | ------------- |
| G                                        | Jordan Clarkson    | Los Angeles Lakers     | Drugoroczniak |
| G                                        | Rodney Hood        | Utah Jazz              | Drugoroczniak |
| G                                        | Zach LaVine        | Minnesota Timberwolves | Drugoroczniak |
| F/C                                      | Nerlens Noel       | Philadelphia 76ers     | Drugoroczniak |
| C                                        | Jahlil Okafor      | Philadelphia 76ers     | Debiutant     |
| F                                        | Jabari Parker      | Milwaukee Bucks        | Drugoroczniak |
| G                                        | Elfrid Payton      | Orlando Magic          | Drugoroczniak |
| G                                        | D’Angelo Russell   | Los Angeles Lakers     | Debiutant     |
| G                                        | Marcus Smart       | Boston Celtics         | Drugoroczniak |
| C/F                                      | Karl-Anthony Towns | Minnesota Timberwolves | Debiutant     |
| G                                        | Devin Booker       | Phoenix Suns           | Debiutant     |
| Trener: Larry Drew (Cleveland Cavaliers) |                    |                        |               |

| Poz.                                       | Nar.                          | Zawodnik           | Zespół                 | Status        |
| ------------------------------------------ | ----------------------------- | ------------------ | ---------------------- | ------------- |
| G/F                                        | Chorwacja                     | Bojan Bogdanović   | Brooklyn Nets          | Drugoroczniak |
| F/C                                        | Szwajcaria                    | Clint Capela       | Houston Rockets        | Drugoroczniak |
| G/F                                        | Chorwacja                     | Mario Hezonja      | Orlando Magic          | Debiutant     |
| C                                          | Serbia                        | Nikola Jokić       | Denver Nuggets         | Debiutant     |
| F                                          | Czarnogóra                    | Nikola Mirotić     | Chicago Bulls          | Drugoroczniak |
| G                                          | Demokratyczna Republika Konga | Emmanuel Mudiay    | Denver Nuggets         | Debiutant     |
| G                                          | Brazylia                      | Raul Neto          | Utah Jazz              | Debiutant     |
| C/F                                        | Łotwa                         | Kristaps Porziņģis | New York Knicks        | Debiutant     |
| F/C                                        | Kanada                        | Dwight Powell      | Dallas Mavericks       | Drugoroczniak |
| G/F                                        | Kanada                        | Andrew Wiggins     | Minnesota Timberwolves | Drugoroczniak |
| F                                          | Kanada                        | Trey Lyles         | Utah Jazz              | Debiutant     |
| Trener: Ettore Messina (San Antonio Spurs) |                               |                    |                        |               |

1. ↑  Nerlens Noel nie był zdolny do gry z powodu kontuzji[27].
2. ↑  Devin Booker zastąpił Noela[27].
3. ↑  Nikola Mirotić nie wystąpił z powodu kontuzji[28].
4. ↑  Trey Lyles został ogłoszony zastępcą Miroticia[28].

| 12 lutego 20169:00 p.m. | Zespół USA                                                           | 157:154(88:79, 69:75) | Zespół Reszty świata                                                        | Air Canada Centre, Toronto, Ontario Widzów: 18 298 Sędzia: #72 J.T. Orr, #52 Scott Twardoski, #46 Ben Taylor |
| 12 lutego 20169:00 p.m. | Pkt:Zach LaVine 30 Zb:LaVine, Towns po 7 każdy As:D’Angelo Russell 7 | 157:154(88:79, 69:75) | Pkt:Porziņģis, Mudiay po 30 każdy Zb:Dwight Powell 11 As:Emmanuel Mudiay 10 | Air Canada Centre, Toronto, Ontario Widzów: 18 298 Sędzia: #72 J.T. Orr, #52 Scott Twardoski, #46 Ben Taylor |

Zespół USA wygrał 157–154, w spotkaniu zakończonym najwyższą łączną sumą zdobytych przez obie drużyny punktów, w całej historii Rising Stars Challenge. Zach LaVine został uznany MVP, przewodząc drużynie USA z dorobkiem 30 punktów, 7 zbiórek i 4 asyst. Jordan Clarkson, D’Angelo Russell i Devin Booker zdobyli po ponad 20 punktów każdy, Russell uzyskał także 7 asyst. Kristaps Porziņģis i Emmanuel Mudiay przewodzili drużynie Reszty Świata, zdobywając po 30 punktów każdy, Andrew Wiggins dodał od siebie 29 punktów.

### 2015
| Poz.                                   | Nar.                 | Zawodnik              | Zespół                 | Staż          |
| -------------------------------------- | -------------------- | --------------------- | ---------------------- | ------------- |
| C                                      | Nowa Zelandia        | Steven Adams*         | Oklahoma City Thunder  | Drugoroczniak |
| G/F                                    | Grecja               | Janis Andetokunmbo    | Milwaukee Bucks        | Drugoroczniak |
| F                                      | Chorwacja            | Bojan Bogdanović      | Brooklyn Nets          | Debiutant     |
| C                                      | Senegal              | Gorgui Dieng          | Minnesota Timberwolves | Drugoroczniak |
| G                                      | Australia            | Dante Exum            | Utah Jazz              | Debiutant     |
| C                                      | Francja              | Rudy Gobert           | Utah Jazz              | Drugoroczniak |
| F                                      | Czarnogóra           | Nikola Mirotić        | Chicago Bulls          | Debiutant     |
| F/C                                    | Kanada               | Kelly Olynyk*         | Boston Celtics         | Drugoroczniak |
| G                                      | Niemcy               | Dennis Schröder       | Atlanta Hawks          | Drugoroczniak |
| F                                      | Kanada               | Andrew Wiggins        | Minnesota Timberwolves | Debiutant     |
| C                                      | Bośnia i Hercegowina | Jusuf Nurkić^         | Denver Nuggets         | Debiutant     |
| G                                      | Australia            | Matthew Dellavedova** | Cleveland Cavaliers    | Drugoroczniak |
| F/G                                    | Grecja               | Kostas Papanikolau**  | Houston Rockets        | Debiutant     |
| Trener: Kenny Atkinson (Atlanta Hawks) |                      |                       |                        |               |

| Poz.                                         | Zawodnik                 | Zespół                 | Staż          |
| -------------------------------------------- | ------------------------ | ---------------------- | ------------- |
| G                                            | Trey Burke               | Utah Jazz              | Drugoroczniak |
| G                                            | Kentavious Caldwell-Pope | Detroit Pistons        | Drugoroczniak |
| G                                            | Michael Carter-Williams* | Philadelphia 76ers     | Drugoroczniak |
| G                                            | Zach LaVine              | Minnesota Timberwolves | Debiutant     |
| F/G                                          | Shabazz Muhammad         | Minnesota Timberwolves | Drugoroczniak |
| F/C                                          | Nerlens Noel             | Philadelphia 76ers     | Debiutant     |
| G                                            | Victor Oladipo           | Orlando Magic          | Drugoroczniak |
| G                                            | Elfrid Payton            | Orlando Magic          | Debiutant     |
| C                                            | Mason Plumlee            | Brooklyn Nets          | Drugoroczniak |
| F/C                                          | Cody Zeller              | Charlotte Hornets      | Drugoroczniak |
| F                                            | Robert Covington**       | Philadelphia 76ers     | Drugoroczniak |
| Trener: Alvin Gentry (Golden State Warriors) |                          |                        |               |

* nie wystąpił z powodu kontuzji.

** zastąpił kontuzjowanego gracza.

^ Nurkić miał zastąpić Adamsa, zrezygnował jednak z udziału, z powodów osobistych.

pogrubienie – MVP
| 13 lutego 20159:00 p.m. | Zespół Reszty Świata                                         | 121:112(69:67, 52:45) | Zespół USA                                                                      | Barclays Center, Nowy Jork Widzów: 15 451 Sędzia: #73 Tre Maddox, #77 Karl Lane, #79 Kevin Scott |
| 13 lutego 20159:00 p.m. | Pkt:Andrew Wiggins 22 Zb:Rudy Gobert 12 As:Dennis Schröder 9 | 121:112(69:67, 52:45) | Pkt:Oladipo, LaVine po 22 każdy Zb:Mason Plumlee 9 As:Oladipo, Burke po 4 każdy | Barclays Center, Nowy Jork Widzów: 15 451 Sędzia: #73 Tre Maddox, #77 Karl Lane, #79 Kevin Scott |

Zespół reszty świata pokonał reprezentację USA 121-112. Kanadyjczyk Andrew Wiggins zdobył 22 punkty, Rudy Gobert natomiast 18 punktów, 12 zbiórek i 3 bloki. Zawodnik Nets Bojan Bogdanović z Chorwacji oraz reprezentant Bulls – Nikola Mirotić z Czarnogóry zdobyli po 16 punktów każdy dla zespołu reszty świata. Victor Oladipo z Orlando Magic i Zach LaVine z Minnesoty Timberwolves zostali liderami drużyny USA z dorobkiem 22 punktów każdy. MVP spotkania został numer 1 draftu NBA 2014 roku – Andrew Wiggins.

### 2014
| Runda                                        | Wybór  | Poz. | Zawodnik                | Zespół                | Staż          |
| -------------------------------------------- | ------ | ---- | ----------------------- | --------------------- | ------------- |
| 1                                            | 1      | F/C  | Anthony Davis           | New Orleans Pelicans  | Drugoroczniak |
| 2                                            | 4      | G    | Michael Carter-Williams | Philadelphia 76ers    | Debiutant     |
| 3                                            | 6      | G    | Tim Hardaway Jr.        | New York Knicks       | Debiutant     |
| 4                                            | 8      | G    | Trey Burke              | Utah Jazz             | Debiutant     |
| 5                                            | 10     | F    | Jared Sullinger         | Boston Celtics        | Drugoroczniak |
| 6                                            | 12     | F    | Mason Plumlee           | Brooklyn Nets         | Debiutant     |
| 7                                            | 14     | G    | Victor Oladipo          | Orlando Magic         | Debiutant     |
| Losowo                                       | Losowo | C    | Steven Adams            | Oklahoma City Thunder | Debiutant     |
| Losowo                                       | Losowo | F/C  | Kelly Olynyk            | Boston Celtics        | Debiutant     |
| Trener: Rex Kalamian (Oklahoma City Thunder) |        |      |                         |                       |               |
| Generalny menedżer: Chris Webber             |        |      |                         |                       |               |

| Runda                                  | Pick   | Poz. | Zawodnik           | Zespół                 | Staż          |
| -------------------------------------- | ------ | ---- | ------------------ | ---------------------- | ------------- |
| 1                                      | 2      | G    | Damian Lillard     | Portland Trail Blazers | Drugoroczniak |
| 2                                      | 3      | G    | Bradley Beal       | Washington Wizards     | Drugoroczniak |
| 3                                      | 5      | C    | Andre Drummond     | Detroit Pistons        | Drugoroczniak |
| 4                                      | 7      | F    | Harrison Barnes    | Golden State Warriors  | Drugoroczniak |
| 5                                      | 9      | F    | Terrence Jones     | Houston Rockets        | Drugoroczniak |
| 6                                      | 11     | F/G  | Janis Andetokunmbo | Milwaukee Bucks        | Debiutant     |
| 7                                      | 13     | C    | Jonas Valančiūnas  | Toronto Raptors        | Drugoroczniak |
| Losowo                                 | Losowo | G    | Dion Waiters       | Cleveland Cavaliers    | Drugoroczniak |
| Losowo                                 | Losowo | F/C  | Pero Antiḱ*        | Atlanta Hawks          | Debiutant     |
| –                                      | –      | C    | Miles Plumlee**    | Phoenix Suns           | Drugoroczniak |
| Trener: Nate McMillan (Indiana Pacers) |        |      |                    |                        |               |
| Generalny menedżer: Grant Hill         |        |      |                    |                        |               |

* Pero Antiḱ nie wystąpił z powodu kontuzji.

** Miles Plumlee zastąpił Antiḱa.

pogrubienie – MVP
| 14 lutego 20149:00 p.m. | Zespół Webbera                                                          | 136:142(66:67, 70:75) | Zespół Hilla                                               | New Orleans Arena, Nowy Orlean, Luizjana Widzów: 14 727 Sędzia: #70 Brent Barnaky, #54 Nick Buchert, #34 Kevin Cutler |
| 14 lutego 20149:00 p.m. | Pkt:Tim Hardaway Jr. 36 Zb:Anthony Davis 8 As:Michael Carter-Williams 9 | 136:142(66:67, 70:75) | Pkt:Dion Waiters 31 Zb:Andre Drummond 25 As:Dion Waiters 7 | New Orleans Arena, Nowy Orlean, Luizjana Widzów: 14 727 Sędzia: #70 Brent Barnaky, #54 Nick Buchert, #34 Kevin Cutler |

### 2013
| Runda                                | Wybór  | Poz. | Zawodnik               | Zespół                 | Staż          |
| ------------------------------------ | ------ | ---- | ---------------------- | ---------------------- | ------------- |
| 1                                    | 1      | G    | Damian Lillard         | Portland Trail Blazers | Debiutant     |
| 2                                    | 3      | G    | Kyrie Irving           | Cleveland Cavaliers    | Drugoroczniak |
| 3                                    | 5      | C    | Andre Drummond*        | Detroit Pistons        | Debiutant     |
| 4                                    | 7      | G/F  | Klay Thompson          | Golden State Warriors  | Drugoroczniak |
| 5                                    | 9      | F    | Harrison Barnes        | Golden State Warriors  | Debiutant     |
| 6                                    | 11     | F    | Chandler Parsons       | Houston Rockets        | Drugoroczniak |
| 7                                    | 13     | G    | Dion Waiters           | Cleveland Cavaliers    | Debiutant     |
| 8                                    | 15     | F    | Michael Kidd-Gilchrist | Charlotte Bobcats      | Debiutant     |
| Losowo                               | Losowo | C    | Tyler Zeller           | Cleveland Cavaliers    | Debiutant     |
| Losowo                               | Losowo | G    | Kemba Walker           | Charlotte Bobcats      | Drugoroczniak |
| –                                    | –      | F    | Andrew Nicholson**     | Orlando Magic          | Debiutant     |
| Trener: David Fizdale (Miami Heat)   |        |      |                        |                        |               |
| Generalny menedżer: Shaquille O’Neal |        |      |                        |                        |               |

| Runda                                        | Wybór  | Poz. | Zawodnik         | Zespół                 | Staż          |
| -------------------------------------------- | ------ | ---- | ---------------- | ---------------------- | ------------- |
| 1                                            | 2      | F/C  | Anthony Davis    | New Orleans Hornets    | Debiutant     |
| 2                                            | 4      | F    | Kenneth Faried   | Denver Nuggets         | Drugoroczniak |
| 3                                            | 6      | F    | Kawhi Leonard    | San Antonio Spurs      | Drugoroczniak |
| 4                                            | 8      | G    | Bradley Beal     | Washington Wizards     | Debiutant     |
| 5                                            | 10     | G    | Ricky Rubio      | Minnesota Timberwolves | Drugoroczniak |
| 6                                            | 12     | F/C  | Tristan Thompson | Cleveland Cavaliers    | Drugoroczniak |
| 7                                            | 14     | C    | Nikola Vučević   | Orlando Magic          | Drugoroczniak |
| 8                                            | 16     | G    | Brandon Knight   | Detroit Pistons        | Drugoroczniak |
| Losowo                                       | Losowo | G    | Isaiah Thomas    | Sacramento Kings       | Drugoroczniak |
| Losowo                                       | Losowo | G    | Aleksiej Szwied  | Minnesota Timberwolves | Debiutant     |
| Trener: Mike Budenholzer (San Antonio Spurs) |        |      |                  |                        |               |
| Generalny menedżer: Charles Barkley          |        |      |                  |                        |               |

* Andre Drummond nie wystąpił z powodu kontuzji.

** Andrew Nicholson zastąpił Drummonda.

pogrubienie – MVP
| 15 lutego 20139:00 p.m. | Zespół Shaqa                                            | 135:163(66:90, 69:73) | Zespół Chucka                                                                      | Toyota Center, Houston, Teksas Widzów: 16 101 Sędzia: #66 Haywoode Workman, #58 Josh Tiven, #60 James Williams |
| 15 lutego 20139:00 p.m. | Pkt:Kyrie Irving 32 Zb:Kyrie Irving 6 As:Kemba Walker 8 | 135:163(66:90, 69:73) | Pkt:Kenneth Faried 40 Zb:Faried, Thompson po 10 każdy As:Rubio, Thomas po 10 każdy | Toyota Center, Houston, Teksas Widzów: 16 101 Sędzia: #66 Haywoode Workman, #58 Josh Tiven, #60 James Williams |

### 2012
Tuż przed draftem do składów, dodano do lity kandydatów Norrisa Cole’a i Jeremyego Lina. Na kilka dni przed spotkaniem kontuzjowany został Tiago Splitter, zastąpił go Derrick Favors. Lin rozegrał na własną prośbę jedynie 9 minut, z powodu odczuwanego przemęczenia w tamtym miesiącu.
| Runda                                | Wybór  | Poz. | Zawodnik         | Zespół                 | Staż          |
| ------------------------------------ | ------ | ---- | ---------------- | ---------------------- | ------------- |
| 1                                    | 1      | F    | Blake Griffin    | Los Angeles Clippers   | Drugoroczniak |
| 2                                    | 3      | G    | Jeremy Lin       | New York Knicks        | Drugoroczniak |
| 3                                    | 5      | G    | Ricky Rubio      | Minnesota Timberwolves | Debiutant     |
| 4                                    | 7      | F/C  | Greg Monroe      | Detroit Pistons        | Drugoroczniak |
| 5                                    | 9      | F    | Markieff Morris  | Phoenix Suns           | Debiutant     |
| 6                                    | 11     | G    | Kemba Walker     | Charlotte Bobcats      | Debiutant     |
| 7                                    | 13     | G    | Landry Fields    | New York Knicks        | Drugoroczniak |
| 8                                    | 15     | G    | Norris Cole      | Miami Heat             | Debiutant     |
| Losowo                               | Losowo | G    | Brandon Knight   | Detroit Pistons        | Debiutant     |
| Losowo                               | Losowo | F    | Tristan Thompson | Cleveland Cavaliers    | Debiutant     |
| Trener: Ron Adams (Chicago Bulls)    |        |      |                  |                        |               |
| Trener: Steve Kerr                   |        |      |                  |                        |               |
| Generalny menedżer: Shaquille O’Neal |        |      |                  |                        |               |

| Runda                                          | Wybór  | Poz. | Zawodnik         | Zespół                 | Staż          |
| ---------------------------------------------- | ------ | ---- | ---------------- | ---------------------- | ------------- |
| 1                                              | 2      | G    | Kyrie Irving     | Cleveland Cavaliers    | Debiutant     |
| 2                                              | 4      | C    | DeMarcus Cousins | Sacramento Kings       | Drugoroczniak |
| 3                                              | 6      | G/F  | Paul George      | Indiana Pacers         | Drugoroczniak |
| 4                                              | 8      | F    | Derrick Williams | Minnesota Timberwolves | Debiutant     |
| 5                                              | 10     | G/F  | MarShon Brooks   | New Jersey Nets        | Debiutant     |
| 6                                              | 12     | G    | John Wall        | Washington Wizards     | Drugoroczniak |
| 7                                              | 14     | F    | Gordon Hayward   | Utah Jazz              | Drugoroczniak |
| 8                                              | 16     | F/C  | Tiago Splitter*  | San Antonio Spurs      | Drugoroczniak |
| Losowo                                         | Losowo | F    | Kawhi Leonard**  | San Antonio Spurs      | Debiutant     |
| Losowo                                         | Losowo | G/F  | Evan Turner      | Philadelphia 76ers     | Drugoroczniak |
| –                                              | –      | F    | Derrick Favors^  | Utah Jazz              | Drugoroczniak |
| Trener: Maurice Cheeks (Oklahoma City Thunder) |        |      |                  |                        |               |
| Trener: Mike Fratello                          |        |      |                  |                        |               |
| Generalny menedżer: Charles Barkley            |        |      |                  |                        |               |

* Tiago Splitter nie wystąpił z powodu kontuzji.

** Kawhi Leonard nie wystąpił z powodu kontuzji prawej łydki.

^ Derrick Favors zastąpił Splittera.

pogrubienie – MVP
| 24 lutego 20129:00 p.m. | Zespół Shaqa                                                 | 133:146(65:77, 68:69) | Zespół Chucka                                                                      | Amway Center, Orlando, Floryda Widzów: 17 125 Sędzia: #75 Eric Dalen, #68 Marat Kogut, #35 Kane Fitzgerald |
| 24 lutego 20129:00 p.m. | Pkt:Tristan Thompson 20 Zb:Greg Monroe 10 As:Kemba Walker 10 | 133:146(65:77, 68:69) | Pkt:Kyrie Irving 34 Zb:DeMarcus Cousins, Evan Turner po 11 każdy As:Kyrie Irving 9 | Amway Center, Orlando, Floryda Widzów: 17 125 Sędzia: #75 Eric Dalen, #68 Marat Kogut, #35 Kane Fitzgerald |

### 2011
| G                                                     | Eric Bledsoe     | Los Angeles Clippers   |
| C                                                     | DeMarcus Cousins | Sacramento Kings       |
| F                                                     | Derrick Favors   | New Jersey Nets        |
| G                                                     | Landry Fields    | New York Knicks        |
| F                                                     | Blake Griffin    | Los Angeles Clippers   |
| G                                                     | Wesley Johnson   | Minnesota Timberwolves |
| C                                                     | Greg Monroe      | Detroit Pistons        |
| G                                                     | Gary Neal        | San Antonio Spurs      |
| G                                                     | John Wall        | Washington Wizards     |
| Trener: Mike Budenholzer (San Antonio Spurs)          |                  |                        |
| Asystent trenera: Amar’e Stoudemire (New York Knicks) |                  |                        |
| Asystent trenera: Kevin McHale                        |                  |                        |

| C                                                   | DeJuan Blair     | San Antonio Spurs      |
| G                                                   | Stephen Curry    | Golden State Warriors  |
| G                                                   | Tyreke Evans*    | Sacramento Kings       |
| G                                                   | DeMar DeRozan    | Toronto Raptors        |
| F                                                   | Taj Gibson       | Chicago Bulls          |
| G                                                   | James Harden**   | Oklahoma City Thunder  |
| G                                                   | Jrue Holiday     | Philadelphia 76ers     |
| F/C                                                 | Serge Ibaka      | Oklahoma City Thunder  |
| G                                                   | Brandon Jennings | Milwaukee Bucks        |
| G                                                   | Wesley Matthews  | Portland Trail Blazers |
| Trener: Lawrence Frank (Boston Celtics)             |                  |                        |
| Asystent trenera: Carmelo Anthony (New York Knicks) |                  |                        |
| Asystent trenera: Steve Kerr                        |                  |                        |

* Tyreke Evans nie wystąpił z powodu kontuzji.

** James Harden zastąpił Evansa.

pogrubienie – MVP
| 18 lutego 20119:00 p.m. | Debiutanci                                                     | 148:140(71:69, 77:71) | Drugoroczniacy                                            | Staples Center, Los Angeles Widzów: 17 163 Sędzia: #53 Mark Lindsay, #74 Curtis Blair, #45 Brian Forte |
| 18 lutego 20119:00 p.m. | Pkt:DeMarcus Cousins 33 Zb:DeMarcus Cousins 14 As:John Wall 22 | 148:140(71:69, 77:71) | Pkt:James Harden 30 Zb:DeJuan Blair 15 As:Stephen Curry 8 | Staples Center, Los Angeles Widzów: 17 163 Sędzia: #53 Mark Lindsay, #74 Curtis Blair, #45 Brian Forte |

### 2010
| F/C                                                    | DeJuan Blair     | San Antonio Spurs      |
| F                                                      | Omri Casspi      | Sacramento Kings       |
| G                                                      | Stephen Curry    | Golden State Warriors  |
| G                                                      | Tyreke Evans     | Sacramento Kings       |
| G                                                      | Jonny Flynn      | Minnesota Timberwolves |
| F                                                      | Taj Gibson       | Chicago Bulls          |
| G                                                      | James Harden     | Oklahoma City Thunder  |
| G                                                      | Brandon Jennings | Milwaukee Bucks        |
| F                                                      | Jonas Jerebko    | Detroit Pistons        |
| Trener: Adrian Dantley (Denver Nuggets)                |                  |                        |
| Asystent trenera: Kevin Durant (Oklahoma City Thunder) |                  |                        |

| F                                              | Michael Beasley   | Miami Heat             |
| C                                              | Marc Gasol        | Memphis Grizzlies      |
| F                                              | Danilo Gallinari  | New York Knicks        |
| G                                              | Eric Gordon       | Los Angeles Clippers   |
| C                                              | Brook Lopez       | New Jersey Nets        |
| F/C                                            | Kevin Love        | Minnesota Timberwolves |
| G                                              | O.J. Mayo         | Memphis Grizzlies      |
| G                                              | Anthony Morrow**  | Golden State Warriors  |
| G                                              | Derrick Rose*     | Chicago Bulls          |
| G                                              | Russell Westbrook | Oklahoma City Thunder  |
| Trener: Patrick Ewing (Orlando Magic)          |                   |                        |
| Asystent trenera: Chris Bosh (Toronto Raptors) |                   |                        |

* Derrick Rose został wyłączony z Rookie Challenge, ponieważ wybrano go do All-Star Game, uczestniczył także w Skills Challenge.
** Anthony Morrow zajął miejsce Derricka Rose’a.

pogrubienie – MVP
| 12 lutego 20109:00 p.m. | Debiutanci                                                   | 140:128(67:55, 73:73) | Drugoroczniacy                                                        | American Airlines Center, Dallas, Teksas Widzów: 19 200 Sędzia: #67 John Goble, #65 Sean Wright, #60 David Guthrie |
| 12 lutego 20109:00 p.m. | Pkt:Tyreke Evans 26 Zb:DeJuan Blair 23 As:Brandon Jennings 8 | 140:128(67:55, 73:73) | Pkt:Russell Westbrook 40 Zb:Beasley, Lopez po 7 każdy As:O.J. Mayo 10 | American Airlines Center, Dallas, Teksas Widzów: 19 200 Sędzia: #67 John Goble, #65 Sean Wright, #60 David Guthrie |

### 2009
| Poz.                                       | Zawodnik          | Zespół                 |
| ------------------------------------------ | ----------------- | ---------------------- |
| F                                          | Michael Beasley   | Miami Heat             |
| G/F                                        | Rudy Fernández    | Portland Trail Blazers |
| C                                          | Marc Gasol        | Memphis Grizzlies      |
| G                                          | Eric Gordon       | Los Angeles Clippers   |
| C                                          | Brook Lopez       | New Jersey Nets        |
| G                                          | O.J. Mayo         | Memphis Grizzlies      |
| C                                          | Greg Oden*        | Portland Trail Blazers |
| G                                          | Derrick Rose      | Chicago Bulls          |
| G                                          | Russell Westbrook | Oklahoma City Thunder  |
| Trener: Kurt Rambis (Los Angeles Lakers)   |                   |                        |
| Asystent trenera: Dwyane Wade (Miami Heat) |                   |                        |

| Poz.                                            | Zawodnik        | Zespół                |
| ----------------------------------------------- | --------------- | --------------------- |
| G                                               | Aaron Brooks    | Houston Rockets       |
| F                                               | Wilson Chandler | New York Knicks       |
| G/F                                             | Kevin Durant    | Oklahoma City Thunder |
| F                                               | Jeff Green      | Oklahoma City Thunder |
| F/C                                             | Al Horford      | Atlanta Hawks         |
| F/C                                             | Luis Scola      | Houston Rockets       |
| F                                               | Al Thornton     | Los Angeles Clippers  |
| G                                               | Rodney Stuckey  | Detroit Pistons       |
| F                                               | Thaddeus Young  | Philadelphia 76ers    |
| Trener: John Kuester (Cleveland Cavaliers)      |                 |                       |
| Asystent trenera: Dwight Howard (Orlando Magic) |                 |                       |

*Greg Oden nie wystąpił z powodu kontuzji.

pogrubienie – MVP
| 13 lutego 20099:00 p.m. | Debiutanci                                               | 116:122(61:58, 55:64) | Drugoroczniacy                                                         | US Airways Center, Phoenix, Arizona Widzów: 16 362 Sędzia: #56 Mark Ayotte, #64 Eli Roe, #42 Eric Lewis |
| 13 lutego 20099:00 p.m. | Pkt:Michael Beasley 29 Zb:Marc Gasol 8 As:Derrick Rose 7 | 116:122(61:58, 55:64) | Pkt:Kevin Durant 46 Zb:Durant, Chandler po 7 każdy As:Rodney Stuckey 9 | US Airways Center, Phoenix, Arizona Widzów: 16 362 Sędzia: #56 Mark Ayotte, #64 Eli Roe, #42 Eric Lewis |

### 2008
| Poz.                         | Zawodnik            | Zespół              |
| ---------------------------- | ------------------- | ------------------- |
| PG                           | Mike Conley         | Memphis Grizzlies   |
| SF                           | Kevin Durant        | Seattle SuperSonics |
| SG                           | Jeff Green          | Seattle SuperSonics |
| C                            | Al Horford          | Atlanta Hawks       |
| PF                           | Yi Jianlian         | Milwaukee Bucks     |
| SF                           | Jamario Moon        | Toronto Raptors     |
| SG                           | Juan Carlos Navarro | Memphis Grizzlies   |
| PF                           | Luis Scola          | Houston Rockets     |
| C                            | Sean Williams       | New Jersey Nets     |
| Trener: Darrell Walker       |                     |                     |
| Asystent trenera: Bob Pettit |                     |                     |

| Poz.                          | Zawodnik          | Zespół                 |
| ----------------------------- | ----------------- | ---------------------- |
| PF                            | LaMarcus Aldridge | Portland Trail Blazers |
| PF                            | Andrea Bargnani   | Toronto Raptors        |
| SG                            | Ronnie Brewer     | Utah Jazz              |
| PG                            | Jordan Farmar     | Los Angeles Lakers     |
| SF                            | Rudy Gay          | Memphis Grizzlies      |
| PG                            | Daniel Gibson     | Cleveland Cavaliers    |
| PF                            | Paul Millsap      | Utah Jazz              |
| PG                            | Rajon Rondo       | Boston Celtics         |
| SG                            | Brandon Roy       | Portland Trail Blazers |
| Trener: Tom Thibodeau         |                   |                        |
| Asystent trenera: Willis Reed |                   |                        |

pogrubienie – MVP
| 15 lutego                  | Debiutanci 109 – 136 Drugoroczniacy | New Orleans Arena, Nowy Orlean, Luizjana |
| -------------------------- | ----------------------------------- | ---------------------------------------- |
| Wyniki połów: 52-66, 57-70 |                                     |                                          |

### 2007
16 lutego, Thomas & Mack Center, Las Vegas.
| Poz.                        | Zawodnik        | Zespół                 |
| --------------------------- | --------------- | ---------------------- |
| PF                          | Andrea Bargnani | Toronto Raptors        |
| PG                          | Jordan Farmar   | Los Angeles Lakers     |
| SG                          | Randy Foye      | Minnesota Timberwolves |
| PF                          | Jorge Garbajosa | Toronto Raptors        |
| SF                          | Rudy Gay        | Memphis Grizzlies      |
| PF                          | Paul Millsap    | Utah Jazz              |
| SF                          | Adam Morrison   | Charlotte Bobcats      |
| SG                          | Brandon Roy     | Portland Trail Blazers |
| SG                          | Marcus Williams | New Jersey Nets        |
| Trener: Mike O'Koren        |                 |                        |
| Asystent trenera: Dave Bing |                 |                        |

| Poz.                              | Zawodnik       | Zespół                |
| --------------------------------- | -------------- | --------------------- |
| C                                 | Andrew Bogut   | Milwaukee Bucks       |
| C                                 | Andrew Bynum   | Los Angeles Lakers    |
| SG                                | Monta Ellis    | Golden State Warriors |
| PG                                | Raymond Felton | Charlotte Bobcats     |
| SF                                | Danny Granger  | Indiana Pacers        |
| SG                                | Luther Head    | Houston Rockets       |
| PF                                | David Lee      | New York Knicks       |
| PG                                | Chris Paul     | New Orleans Hornets   |
| PG                                | Deron Williams | Utah Jazz             |
| Trener: Marc Iavaroni             |                |                       |
| Asystent trenera: Oscar Robertson |                |                       |

pogrubienie – MVP

### 2006
17 lutego, Toyota Center, Houston.
| Zawodnik           | Zespół                            |
| ------------------ | --------------------------------- |
| Andrew Bogut       | Milwaukee Bucks                   |
| Channing Frye      | New York Knicks                   |
| Danny Granger      | Indiana Pacers                    |
| Luther Head        | Miami Heat                        |
| Brian McCoy        | Indiana Pacers                    |
| Chris Paul         | New Orleans/Oklahoma City Hornets |
| Nate Robinson      | New York Knicks                   |
| Charlie Villanueva | Toronto Raptors                   |
| Deron Williams     | Utah Jazz                         |

| Zawodnik       | Zespół             |
| -------------- | ------------------ |
| Luol Deng      | Chicago Bulls      |
| Jayson Carter  | Milwaukee Bucks    |
| Ben Gordon     | Chicago Bulls      |
| Devin Harris   | Dallas Mavericks   |
| Dwight Howard  | Orlando Magic      |
| Andre Iguodala | Philadelphia 76ers |
| Nenad Krstić   | New Jersey Nets    |
| Jameer Nelson* | Orlando Magic      |
| Andrés Nocioni | Chicago Bulls      |
| Emeka Okafor*  | Charlotte Bobcats  |
| Delonte West   | Boston Celtics     |

*Nie wystąpił z powodu kontuzji

pogrubienie – MVP

### 2005
18 lutego, Pepsi Center, Denver.
| Zawodnik       | Zespół             |
| -------------- | ------------------ |
| Tony Allen     | Boston Celtics     |
| Luol Deng      | Chicago Bulls      |
|                |                    |
| Devin Harris   | Dallas Mavericks   |
| Dwight Howard  | Orlando Magic      |
| Andre Iguodala | Philadelphia 76ers |
| Emeka Okafor** | Charlotte Bobcats  |
| Josh Smith     | Atlanta Hawks      |
| Beno Udrih     | San Antonio Spurs  |
| Al Jefferson   | Boston Celtics     |

| Zawodnik        | Zespół              |
| --------------- | ------------------- |
| Carmelo Anthony | Denver Nuggets      |
| Chris Bosh      | Toronto Raptors     |
| Udonis Haslem   | Miami Heat          |
| Kirk Hinrich    | Chicago Bulls       |
| Josh Howard     | Dallas Mavericks    |
| LeBron James    | Cleveland Cavaliers |
| Kyle Korver     | Philadelphia 76ers  |
| Luke Ridnour    | Seattle SuperSonics |
| Dwyane Wade     | Miami Heat          |

**Nie wystąpił z powodu kontuzji

pogrubienie – MVP

### 2004

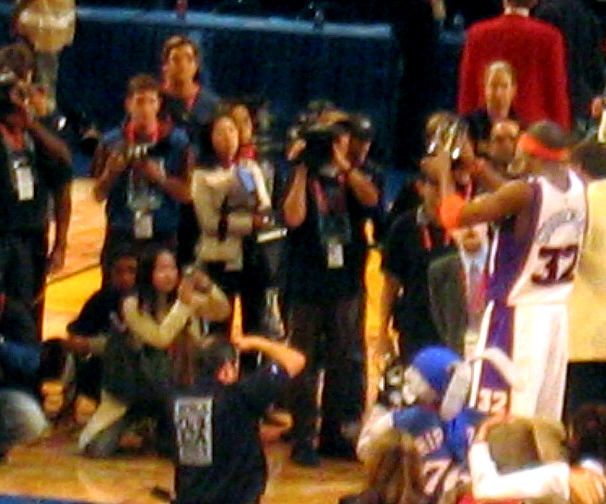
Stoudemire (po prawej) odbierający nagrodę MVP spotkania w 2004 roku.

13 lutego, Staples Center, Los Angeles.
| Zawodnik        | Zespół               |
| --------------- | -------------------- |
| Carmelo Anthony | Denver Nuggets       |
| Chris Bosh      | Toronto Raptors      |
| Dwyane Wade     | Miami Heat           |
| LeBron James    | Cleveland Cavaliers  |
| Jarvis Hayes    | Washington Wizards   |
| Kirk Hinrich    | Chicago Bulls        |
| Josh Howard     | Dallas Mavericks     |
| Chris Kaman     | Los Angeles Clippers |
| Udonis Haslem   | Miami Heat           |

| Zawodnik          | Zespół                |
| ----------------- | --------------------- |
| Carlos Boozer     | Cleveland Cavaliers   |
| Mike Dunleavy Jr. | Golden State Warriors |
| Manu Ginóbili     | San Antonio Spurs     |
| Marko Jarić       | Los Angeles Clippers  |
| Ronald Murray     | Seattle SuperSonics   |
| Nenê              | Denver Nuggets        |
| Tayshaun Prince   | Detroit Pistons       |
| Amar’e Stoudemire | Phoenix Suns          |
| Yao Ming          | Houston Rockets       |

pogrubienie – MVP

### 2003
8 lutego, Philips Arena, Atlanta.
Spotkanie rozegrane po raz ostatni w sobotę.
| Zawodnik          | Zespół               |
| ----------------- | -------------------- |
| Jay Williams      | Chicago Bulls        |
| Gordan Giriček    | Orlando Magic        |
| Caron Butler      | Miami Heat           |
| Drew Gooden       | Memphis Grizzlies    |
| Amar’e Stoudemire | Phoenix Suns         |
| Carlos Boozer     | Cleveland Cavaliers  |
| Nenê              | Denver Nuggets       |
| Marko Jarić       | Los Angeles Clippers |
| Dajuan Wagner     | Cleveland Cavaliers  |

| Zawodnik          | Zespół                |
| ----------------- | --------------------- |
| Gilbert Arenas    | Golden State Warriors |
| Tony Parker       | San Antonio Spurs     |
| Troy Murphy       | Golden State Warriors |
| Richard Jefferson | New Jersey Nets       |
| Pau Gasol         | Memphis Grizzlies     |
| Andriej Kirilenko | Utah Jazz             |
| Jason Richardson  | Golden State Warriors |
| Tyson Chandler    | Chicago Bulls         |
| Jamaal Tinsley    | Indiana Pacers        |

pogrubienie – MVP

### 2002
9 lutego, First Union Center, Filadelfia.
| Zawodnik          | Zespół                |
| ----------------- | --------------------- |
| Jason Richardson  | Golden State Warriors |
| Jamaal Tinsley    | Indiana Pacers        |
| Pau Gasol         | Memphis Grizzlies     |
| Shane Battier     | Memphis Grizzlies     |
| Brendan Haywood   | Washington Wizards    |
| Željko Rebrača    | Detroit Pistons       |
| Tony Parker       | San Antonio Spurs     |
| Joe Johnson       | Phoenix Suns          |
| Andriej Kirilenko | Utah Jazz             |

| Zawodnik           | Zespół               |
| ------------------ | -------------------- |
| Quentin Richardson | Los Angeles Clippers |
| Mike Miller        | Orlando Magic        |
| Kenyon Martin      | New Jersey Nets      |
| Lee Nailon         | Charlotte Hornets    |
| Chris Mihm         | Cleveland Cavaliers  |
| Marcus Fizer       | Chicago Bulls        |
| Darius Miles       | Los Angeles Clippers |
| Desmond Mason      | Seattle SuperSonics  |
| Hedo Türkoğlu      | Sacramento Kings     |

pogrubienie – MVP

### 2001
10 lutego, Verizon Center, Waszyngton.
| Zawodnik           | Zespół                |
| ------------------ | --------------------- |
| Marc Jackson       | Golden State Warriors |
| Morris Peterson    | Toronto Raptors       |
| Kenyon Martin      | New Jersey Nets       |
| Mateen Cleaves     | Detroit Pistons       |
| Quentin Richardson | Los Angeles Clippers  |
| Khalid El-Amin     | Chicago Bulls         |
| Stephen Jackson    | New Jersey Nets       |
| Darius Miles       | Los Angeles Clippers  |
| Mike Miller        | Orlando Magic         |

| Zawodnik         | Zespół                 |
| ---------------- | ---------------------- |
| Elton Brand      | Chicago Bulls          |
| Richard Hamilton | Washington Wizards     |
| Lamar Odom       | Los Angeles Clippers   |
| Baron Davis      | Charlotte Hornets      |
| Steve Francis    | Houston Rockets        |
| Shawn Marion     | Phoenix Suns           |
| Andre Miller     | Cleveland Cavaliers    |
| Wally Szczerbiak | Minnesota Timberwolves |
| Jason Terry      | Atlanta Hawks          |

pogrubienie – MVP

### 2000
Spotkanie odbyło się 11 lutego w Oakland Arena, w Oakland.
| Zawodnik         | Zespół                 |
| ---------------- | ---------------------- |
| Andre Miller     | Cleveland Cavaliers    |
| Elton Brand      | Chicago Bulls          |
| Lamar Odom       | Los Angeles Clippers   |
| Steve Francis    | Houston Rockets        |
| James Posey      | Denver Nuggets         |
| Adrian Griffin   | Boston Celtics         |
| Todd MacCulloch  | Philadelphia 76ers     |
| Wally Szczerbiak | Minnesota Timberwolves |

| Zawodnik           | Zespół                |
| ------------------ | --------------------- |
| Dirk Nowitzki      | Dallas Mavericks      |
| Paul Pierce        | Boston Celtics        |
| Raef LaFrentz      | Denver Nuggets        |
| Cuttino Mobley     | Houston Rockets       |
| Jason Williams     | Sacramento Kings      |
| Mike Bibby         | Vancouver Grizzlies   |
| Michael Dickerson  | Vancouver Grizzlies   |
| Michael Olowokandi | Los Angeles Clippers  |
| Antawn Jamison**   | Golden State Warriors |

**Nie wystąpił z powodu kontuzji

pogrubienie – MVP

### 1998
Spotkanie odbyło się 8 lutego w Madison Square Garden, Nowym Jorku.
| Zawodnik           | Zespół              |
| ------------------ | ------------------- |
| Chauncey Billups   | Boston Celtics      |
| Derek Anderson     | Cleveland Cavaliers |
| Cedric Henderson   | Cleveland Cavaliers |
| Žydrūnas Ilgauskas | Cleveland Cavaliers |
| Brevin Knight      | Cleveland Cavaliers |
| Tracy McGrady      | Toronto Raptors     |
| Ron Mercer         | Boston Celtics      |
| Tim Thomas         | Philadelphia 76ers  |
| Keith Van Horn     | New Jersey Nets     |

| Zawodnik        | Zespół                 |
| --------------- | ---------------------- |
| Kelvin Cato     | Portland Trail Blazers |
| Antonio Daniels | Vancouver Grizzlies    |
| Danny Fortson   | Denver Nuggets         |
| Bobby Jackson   | Denver Nuggets         |
| Rodrick Rhodes  | Houston Rockets        |
| Michael Stewart | Sacramento Kings       |
| Maurice Taylor  | Los Angeles Clippers   |
| Alvin Williams  | Portland Trail Blazers |

pogrubienie – MVP

### 1997
Spotkanie miało miejsce 8 lutego w Gund Arena, w Cleveland.
| Zawodnik          | Zespół              |
| ----------------- | ------------------- |
| Ray Allen         | Milwaukee Bucks     |
| Marcus Camby      | Toronto Raptors     |
| Erick Dampier     | Indiana Pacers      |
| Allen Iverson     | Philadelphia 76ers  |
| Kerry Kittles     | New Jersey Nets     |
| Witalij Potapenko | Cleveland Cavaliers |
| Antoine Walker    | Boston Celtics      |
| John Wallace      | New York Knicks     |

| Zawodnik            | Zespół                 |
| ------------------- | ---------------------- |
| Shareef Abdur-Rahim | Vancouver Grizzlies    |
| Kobe Bryant         | Los Angeles Lakers     |
| Derek Fisher        | Los Angeles Lakers     |
| Travis Knight       | Los Angeles Lakers     |
| Matt Maloney        | Houston Rockets        |
| Stephon Marbury**   | Minnesota Timberwolves |
| Steve Nash          | Phoenix Suns           |
| Roy Rogers          | Vancouver Grizzlies    |
| Samaki Walker**     | Dallas Mavericks       |
| Lorenzen Wright     | Los Angeles Clippers   |

**Nie zagrał z powodu kontuzji

pogrubienie – MVP

### 1996
1996 Rookie Challenge miał miejsce 10 lutego w Alamodome, w San Antonio.
| Zawodnik         | Zespół              |
| ---------------- | ------------------- |
| Alan Henderson   | Atlanta Hawks       |
| Jerry Stackhouse | Philadelphia 76ers  |
| Damon Stoudamire | Toronto Raptors     |
| Bob Sura         | Cleveland Cavaliers |
| Kurt Thomas      | Miami Heat          |
| Rasheed Wallace  | Washington Bullets  |
| Eric Williams    | Boston Celtics      |
| Jiří Zídek       | Charlotte Hornets   |

| Zawodnik        | Zespół                 |
| --------------- | ---------------------- |
| Brent Barry     | Los Angeles Clippers   |
| Tyus Edney      | Sacramento Kings       |
| Michael Finley  | Phoenix Suns           |
| Kevin Garnett   | Minnesota Timberwolves |
| Antonio McDyess | Denver Nuggets         |
| Bryant Reeves   | Vancouver Grizzlies    |
| Arvydas Sabonis | Portland Trail Blazers |
| Joe Smith       | Golden State Warriors  |

pogrubienie – MVP

### 1995
1995 Rookie Challenge miał miejsce 11 lutego w America West Arena, w Phoenix.
| Zawodnik       | Zespół             |
| -------------- | ------------------ |
| Brian Grant    | Sacramento Kings   |
| Juwan Howard   | Washington Bullets |
| Sharone Wright | Philadelphia 76ers |
| Eddie Jones    | Los Angeles Lakers |
| Jason Kidd     | Dallas Mavericks   |
| Jalen Rose     | Denver Nuggets     |
| Marcus Rose    | Washington Bullets |
| Michael Smith  | Sacramento Kings   |

| Zawodnik         | Zespół                 |
| ---------------- | ---------------------- |
| Glenn Robinson   | Milwaukee Bucks        |
| Lamond Murray    | Los Angeles Clippers   |
| Eric Montross    | Boston Celtics         |
| Wesley Person    | Phoenix Suns           |
| Khalid Reeves    | Miami Heat             |
| Clifford Rozier  | Golden State Warriors  |
| Donyell Marshall | Minnesota Timberwolves |
| Trevor Ruffin    | Phoenix Suns           |

pogrubienie – MVP

### 1994
1994 Rookie Challenge miał miejsce 12 lutego w Target Center, w Minneapolis. MVP – Penny Hardaway
| Zawodnik        | Zespół              |
| --------------- | ------------------- |
| Chris Mills     | Cleveland Cavaliers |
| Jamal Mashburn  | Dallas Mavericks    |
| Shawn Bradley   | Philadelphia 76ers  |
| Penny Hardaway  | Orlando Magic       |
| Nick Van Exel   | Los Angeles Lakers  |
| Calbert Cheaney | Washington Bullets  |
| P.J. Brown      | New Jersey Nets     |
| Popeye Jones    | Dallas Mavericks    |

| Zawodnik       | Zespół                 |
| -------------- | ---------------------- |
| Toni Kukoč     | Chicago Bulls          |
| Dino Rađa      | Boston Celtics         |
| Chris Webber   | Golden State Warriors  |
| Lindsey Hunter | Detroit Pistons        |
| Isaiah Rider   | Minnesota Timberwolves |
| Antonio Davis  | Indiana Pacers         |
| Sam Cassell    | Houston Rockets        |
| Bryon Russell  | Utah Jazz              |

pogrubienie – MVP

## Uczestnicy według drużyn
Stan na luty 2015
| Liczba uczestników | Zespół                                                                         |
| ------------------ | ------------------------------------------------------------------------------ |
| 23                 | Cleveland Cavaliers                                                            |
| 20                 | Los Angeles Clippers                                                           |
| 18                 | Vancouver Grizzlies / Memphis Grizzlies                                        |
| 17                 | Chicago Bulls                                                                  |
| 17                 | Golden State Warriors                                                          |
| 15                 | New Jersey Nets / Brooklyn Nets                                                |
| 14                 | Boston Celtics                                                                 |
| 14                 | Minnesota Timberwolves                                                         |
| 14                 | Houston Rockets                                                                |
| 13                 | Philadelphia 76ers                                                             |
| 13                 | Seattle SuperSonics / Oklahoma City Thunder                                    |
| 13                 | Toronto Raptors                                                                |
| 12                 | Detroit Pistons                                                                |
| 12                 | Sacramento Kings                                                               |
| 11                 | Denver Nuggets                                                                 |
| 11                 | Portland Trail Blazers                                                         |
| 11                 | Utah Jazz                                                                      |
| 11                 | Washington Bullets / Washington Wizards                                        |
| 10                 | Charlotte Bobcats / Charlotte Hornets                                          |
| 10                 | Miami Heat                                                                     |
| 10                 | New York Knicks                                                                |
| 10                 | Orlando Magic                                                                  |
| 10                 | Phoenix Suns                                                                   |
| 10                 | San Antonio Spurs                                                              |
| 9                  | Dallas Mavericks                                                               |
| 9                  | Milwaukee Bucks                                                                |
| 8                  | Indiana Pacers                                                                 |
| 8                  | Los Angeles Lakers                                                             |
| 6                  | Atlanta Hawks                                                                  |
| 4                  | New Orleans Hornets / New Orleans/Oklahoma City Hornets / New Orleans Pelicans |